# Plantronics
Plantronics, Inc. — производитель гарнитур для различных областей связи. Компания основана в 1961 году в США. Уже в 1962 году она начала производить аппаратуру для использования в авиационной технике и космических программах NASA. Первая экспедиция на Луну использовала гарнитуры Plantronics в качестве штатного оборудования связи, и слова первого человека, ступившего на лунную поверхность, передавались всему миру именно через гарнитуру Plantronics.
В 1986 году компания основала отделение в Англии и вышла на европейский рынок.
Plantronics стабильно остаётся одним из мировых лидеров в области беспроводных гарнитур. Ведущие производители телефонной и компьютерной техники, такие как: Avaya, Cisco, HP, Nortel, Siemens и многие другие обеспечивают совместимость своего оборудования именно с решениями Plantronics.

## Решения Plantronics

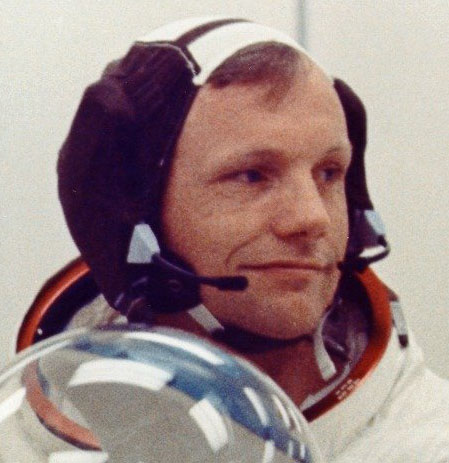
Астронавт NASA Нил Армстронг в гарнитуре Plantronics перед полетом на Луну в 1969 году

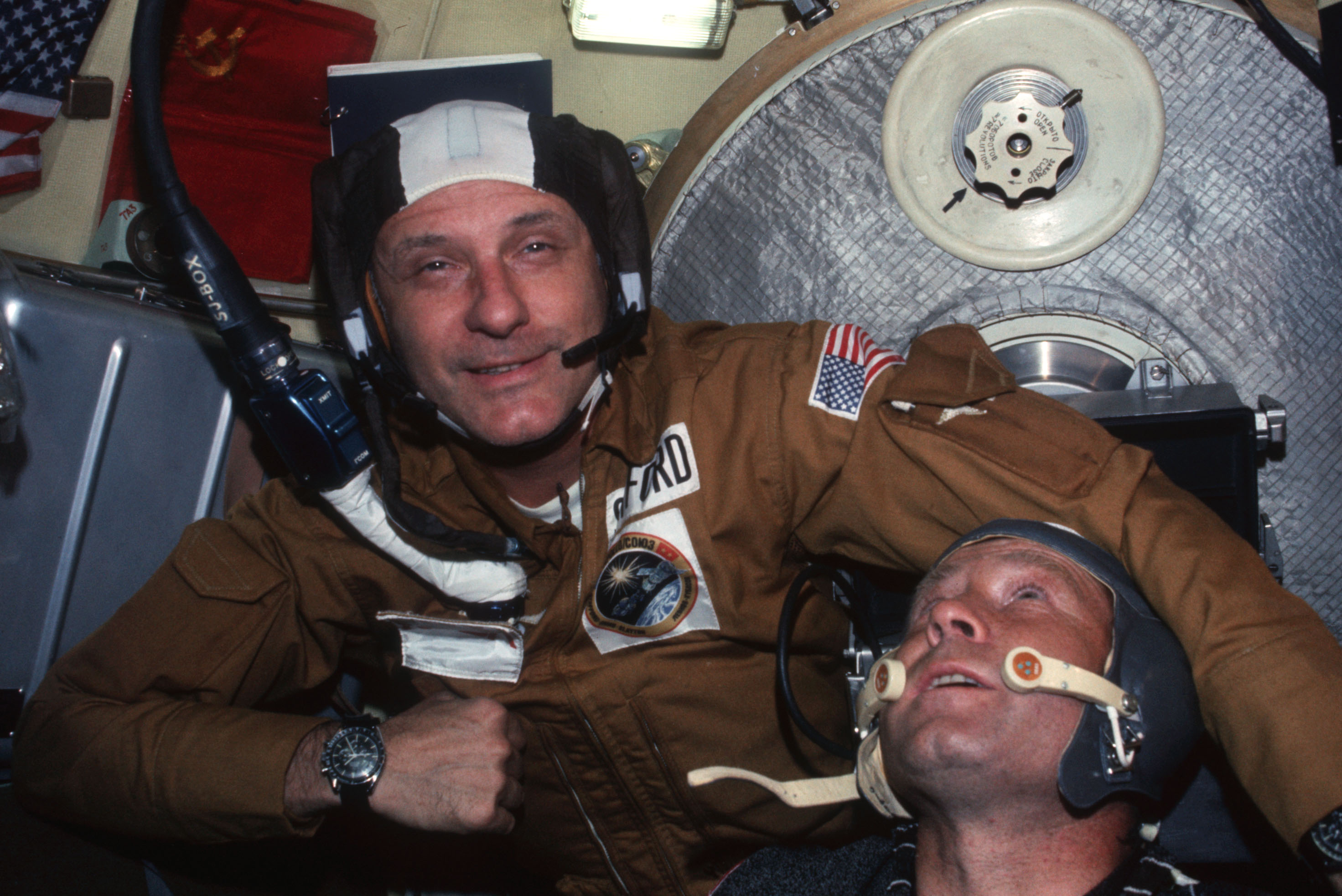
Астронавт Томас Стаффорд(Слева) в гарнитуре Plantronics в 1975 году (миссия Союз — Аполлон)

Профессиональные телефонные гарнитуры стали необходимым оборудованием телефонных справочных служб и call-центров. Преимущества использования телефонных гарнитур — портативность, возможность делать записи или работать с компьютером во время разговора.
Plantronics была одной из первых компаний, разработавших телефонные наушники, и сегодня является бесспорным лидером в производстве наушников и оборудования для их подключения, и благодаря этому, использованию передовых разработок и современных материалов, телефонные наушники Plantronics отличаются высокой звукопередачей, исключительной надежностью, простотой использования, Moderna design.

### Телефонные гарнитуры Plantronics профессиональной H-серии
Телефонные гарнитуры моделей SupraPlus, Supra, Encore, DuoPro, TriStar, Mirage и DuoSet предназначены для телефонных операторов, сотрудников call-центров и другого персонала, которому приходится пользоваться телефоном в течение всего рабочего дня.

### Телефонные гарнитуры Plantronics профессиональной Р-серии
Телефонные гарнитуры специальной P-серии предназначены для подключения к системным телефонам УПАТС Meridian (M2008, M3820, M3904, M5216, M7310, T7208 и др.).

### Беспроводные гарнитуры для офиса
Для людей, которым важна свобода передвижения во время телефонных переговоров в офисе или дома, Plantronics выпускает беспроводные гарнитуры на основе DECT- и Bluetooth-технологий.

### Гарнитуры для малого офиса(SOHO)
Для малого офиса компания Plantronics выпускает мини-телефоны T10/T20, Practica T100, комплекты S12, Practica S100, предназначенные для подключения к офисным телефонам.
Миниатюрные телефонные аппараты T10 и T20 не займут много места на вашем рабочем столе. В комплект мини-телефона входит специальная гарнитура-трансформер — в зависимости от ситуации вы можете использовать оголовье или миниатюрное крепление на ушную раковину.

### Гарнитуры для мобильных устройств
Компания Plantronics предлагает большой выбор гарнитур для мобильных устройств различных конструкций, дизайна и характеристик.
Выпускаются проводные гарнитуры со стандартным разъемом 3,5 мм или специальными разъемами для мобильных телефонов, а также беспроводные Bluetooth-гарнитуры.

### Гарнитуры для компьютера
Гарнитуры для компьютера созданы специально для Интернет-телефонии, on-line обучения, игр и других интерактивных приложений. Гарнитуры для компьютера Plantronics сделают вашу работу с ПК максимально удобной и позволят при этом не отвлекать окружающих. Применение гарнитуры позволяет в полной мере оценить возможности компьютера по воспроизведению звука благодаря тому, что передача голоса осуществляется без искажений.